# 沈良照
沈良照（1928年—），男，浙江杭州人，中国天体物理学家，曾任中国科学院北京天文台研究员。与黄润乾合译有《千亿个太阳》。